# Grajaú-Jacarepaguá
Estrada Grajaú-Jacarepaguá, oficialmente Avenida Menezes Cortes, é uma autoestrada do Rio de Janeiro, no Brasil.

## História

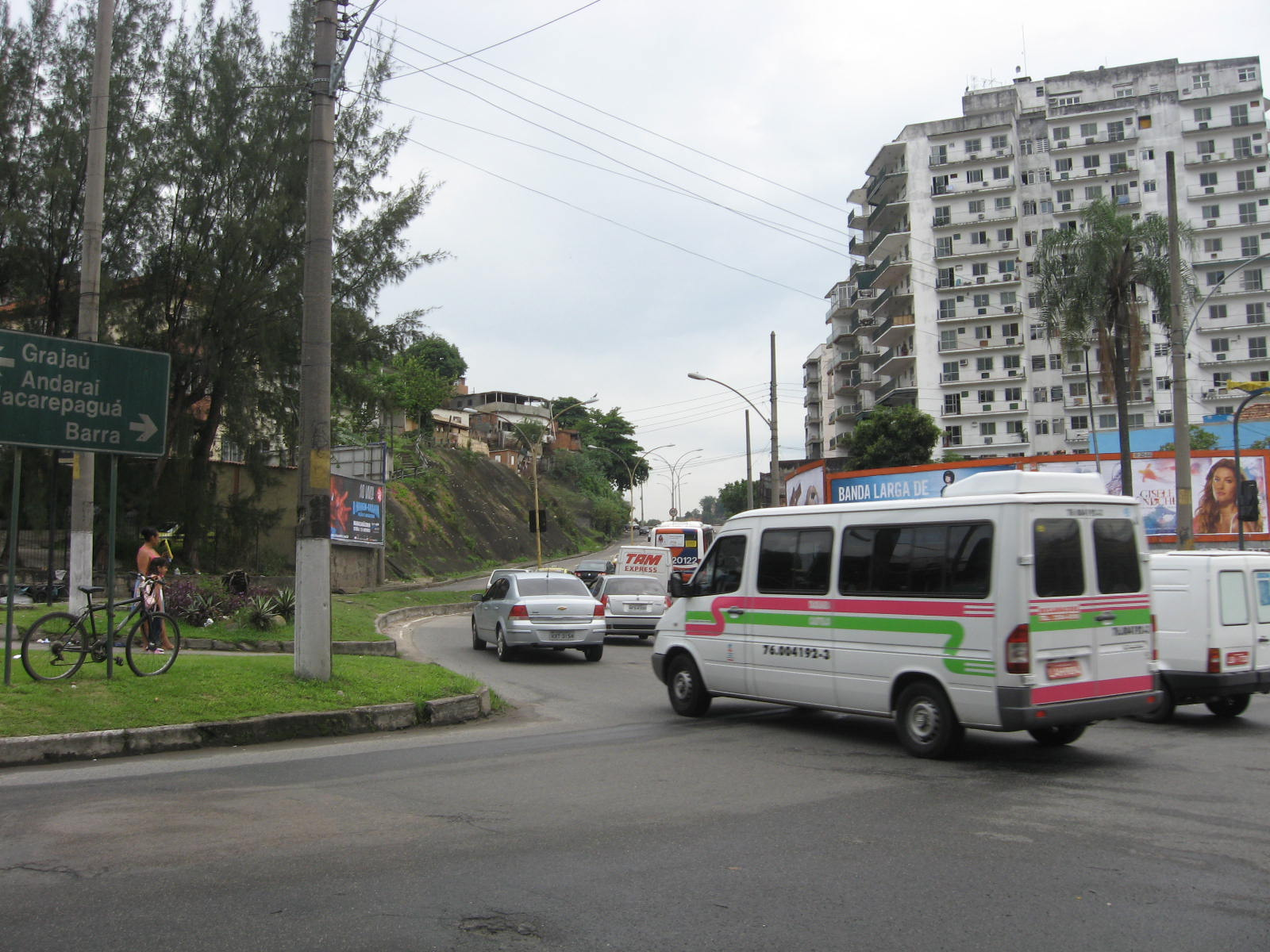
Estrada Grajaú-Jacarepaguá, em agosto de 2009

Com pista dupla, é trafegada por carros, ônibus e caminhões.
É uma estrada bastante sinuosa com trechos de subida e descida, cortando a Serra dos Pretos-Forros. É ligação entre os bairros cariocas de Jacarepaguá (Zona Oeste) e Grajaú (Zona Norte). É um dos principais vias de ligação das zonas norte e oeste, diversas linhas de ônibus passam por ela, e o tempo médio de travessia é de 10 minutos.

Em épocas de chuva forte é comum ocorrer deslizamento de barreiras na pista, principalmente nos trechos perto das favelas dos bairros de Lins de Vasconcelos e Engenho Novo, como Cotia, Encontro e Cachoeira-Grande, que beiram a estrada.

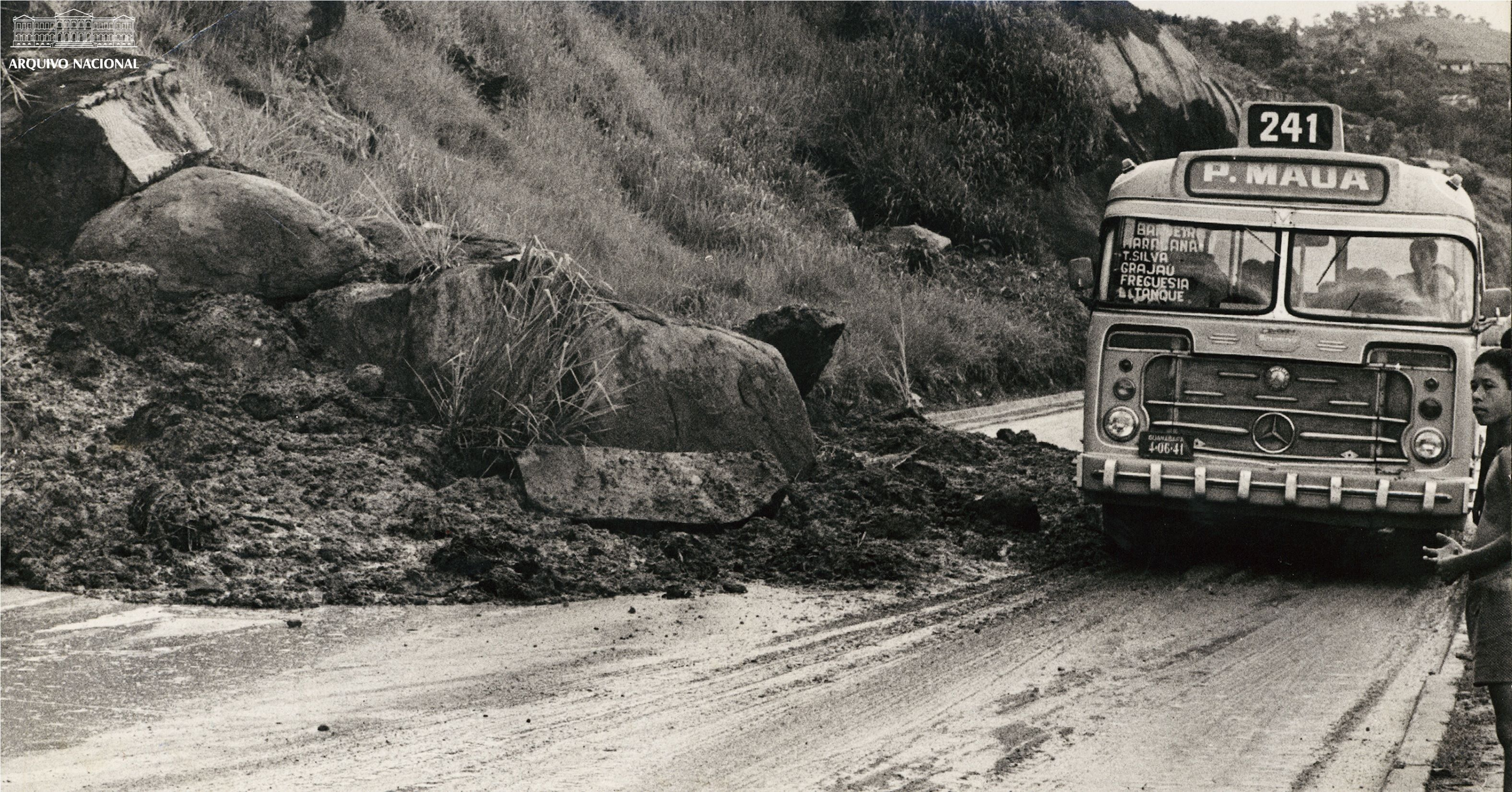
Ônibus da linha 241 trafegando pela estrada Grajaú-Jacarepaguá, após queda de barreira, fevereiro de 1965. Fonte: Arquivo Nacional.

Passa pelos bairros do Grajaú, Engenho Novo, Lins de Vasconcelos e Jacarepaguá. Nela se situa o Hospital Federal Cardoso Fontes, já na descida da serra, sentido Jacarepaguá.
Estuda-se a construção de um túnel cuja função é diminuir o tempo gasto na travessia entre os bairros de Grajaú e Jacarepaguá, e acabar com o problema comum que ocorre na via como os deslizamentos de barreiras na pista.[carece de fontes?]

## Operação
Recorrentemente a via é interditada devido a "ocorrências policiais", sengo geralmente avisado o início e o fim da interdição pelos canais oficiais da prefeitura.
Em outubro de 2019, a prefeitura instituiu que a via terá cancelas que bloquearão seu fluxo em dias de chuva.

## Ônibus
- 306 - Castelo x Praça Seca (via Pau-Ferro)
- 341 - Candelária x Taquara
- 368 - Candelária x Riocentro (via Cidade de Deus)
- 390 - Candelária x Curicica (via Freguesia)
- 600 - Saens Peña x Taquara (via Cidade de Deus)
- SV600 - Saens Peña x Taquara (via Edgard Werneck)
- 601 - Saens Peña x Taquara
- 2110 - Castelo x Gardênia Azul
- SV2110 - Candelária x Gardênia Azul
- 2111 - Castelo x Praça Seca (via Pau-Ferro)
- 2114 - Castelo x Freguesia
- SV2114 - Candelária x Freguesia